# Olympische Sommerspiele 2004/Teilnehmer (Bermuda)
| Gelbes Symbol für Goldmedaillen mit stilisierten Olympischen Ringen | Graues Symbol für Silbermedaillen mit stilisierten Olympischen Ringen | Braundes Symbol für Bronzemedaillen mit stilisierten Olympischen Ringen |
| ------------------------------------------------------------------- | --------------------------------------------------------------------- | ----------------------------------------------------------------------- |
| —                                                                   | —                                                                     | —                                                                       |

Bermuda nahm an den Olympischen Sommerspielen 2004 in Athen, Griechenland, mit einer Delegation von zehn Sportlern (fünf Männer und fünf Frauen) teil.

## Teilnehmer nach Sportarten

### Leichtathletik
- Xavier James
100 Meter Männer: Vorläufe

### Reiten
- Tim Collins
Vielseitigkeit Einzeln: 43. Platz

### Schwimmen
- Kiera Aitken
100 Meter Rücken Frauen: Vorläufe

### Segeln
- Peter Bromby und Lee White
Star Männer: 8. Platz

- Paula Lewin, Peta Lewin und Christine Patton
Yngling Frauen: 15. Platz

### Triathlon
- Tyler Butterfield
Männer: 35. Platz

### Wasserspringen
- Katura Horton-Perinchief
Kunstspringen 3 Meter: 30. Platz